# Mammendorf (Hohe Börde)

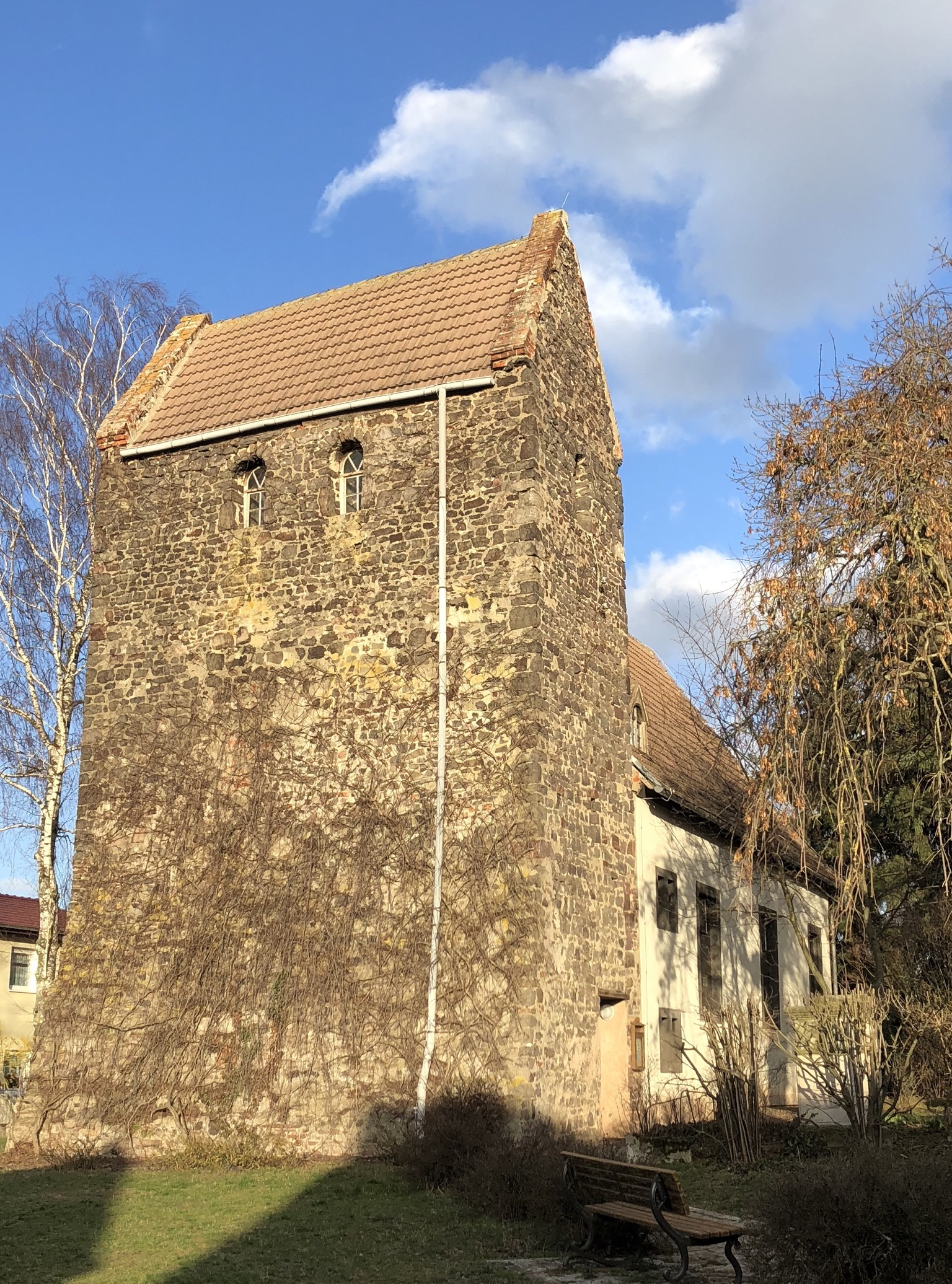
St. Andreas, 2019

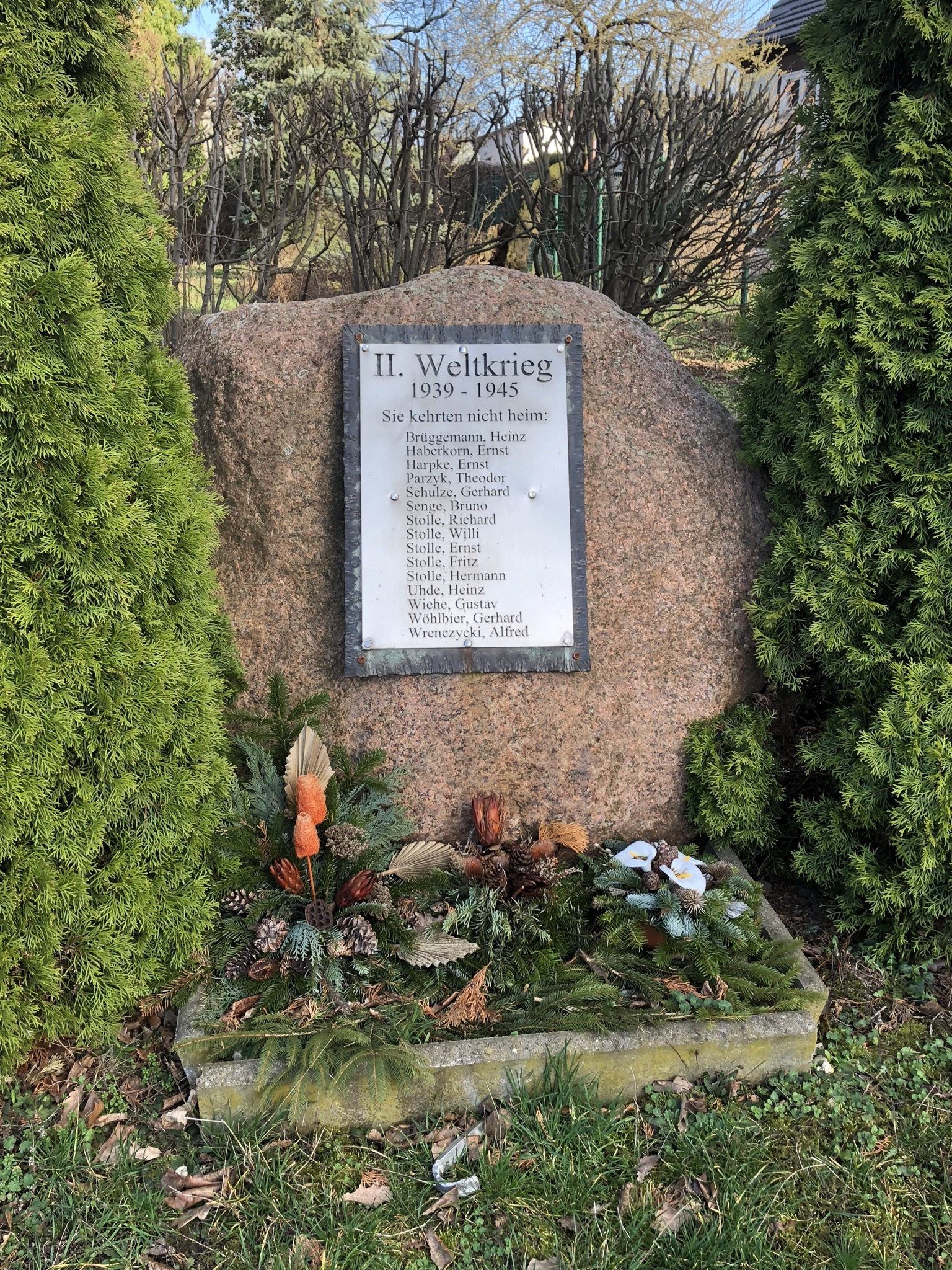
Kriegerdenkmal

Mammendorf ist ein zur Ortschaft Eichenbarleben in der Gemeinde Hohe Börde in Sachsen-Anhalt gehörendes Dorf.
Das Dorf wurde 1158 zum ersten Mal erwähnt und gehört seit 1952 zu der Ortschaft Eichenbarleben.
Der als Haufendorf angelegte Ort zählt etwa 200 Einwohner und liegt nordöstlich von Eichenbarleben in der Magdeburger Börde. Nördlich der Ortslage fließt die Olbe. Etwas weiter nördlich des Orts führt die Bundesautobahn 2, südlich die Bundesstraße 1 entlang. Östlich des Dorfs besteht ein etwa 20 Hektar großer Hartgesteinstagebau des Unternehmens Cronenberger Steinindustrie, in dem purpurfarbener Andesit abgebaut wird, der als Splitt genutzt wird.
Wirtschaftlich ist Mammendorf neben dem Hartgesteinsabbau vorwiegend durch die Landwirtschaft geprägt. Im Ort bestehen ein Jugendklub und eine Begegnungsstätte. Als Dorfgemeinschaftshaus wurde das Steinhaus Mammendorf errichtet. Darüber hinaus verfügt Mammendorf über eine Freiwillige Feuerwehr.
Die im Ort stehende St.-Andreas-Kirche stammt vom Anfang des 13. Jahrhunderts. Neben der Kirche sind im örtlichen Denkmalverzeichnis die Wohnhäuser Dorfstraße 5 und Kirchstraße 4 sowie das Gutshaus Mammendorf eingetragen. Bei der Kirche wurde das Kriegerdenkmal Mammendorf zur Erinnerung an die Gefallenen des Zweiten Weltkriegs errichtet.
Im Bereich des Tagebaus wurden verschiedene archäologische Funde gemacht, darunter eine Siedlung der späten Bronze- bis frühen Eisenzeit und ein Grab aus der Hügelgräberbronzezeit.
Im Jahr 1933 zählte Mammendorf 293, im Jahr 1939 dann 263 Einwohner.
Am 5. September 1824 wurde die Mammendorfer Kirche durch Blitzeinschlag teilweise in Mitleidenschaft gezogen. Dabei anwesende Dorfbewohner wurden verletzt, durch herabfallende Trümmer des Turmdachs auch getötet. Ein Kirchenbrand, welcher sich im Jahre 1830 ereignete, zählt bis heute zu einem der schwersten Brände in der Ortschaft. Weiterhin kam es 2018 nach einem starken Gewitter zu einer Schlammlawine, die Straßen und Grundstücke Mammendorfs betraf.
Ortsbürgermeister ist Dirk Preuße, CDU (Stand 2023).

## Verkehr
Mammendorf verfügt über einen Bushalt, zu erreichen durch die Buslinie 612 Magdeburg–Rottmersleben der BördeBus Verkehrsgesellschaft.